# Christus-König-Kirche (Lauchhammer)

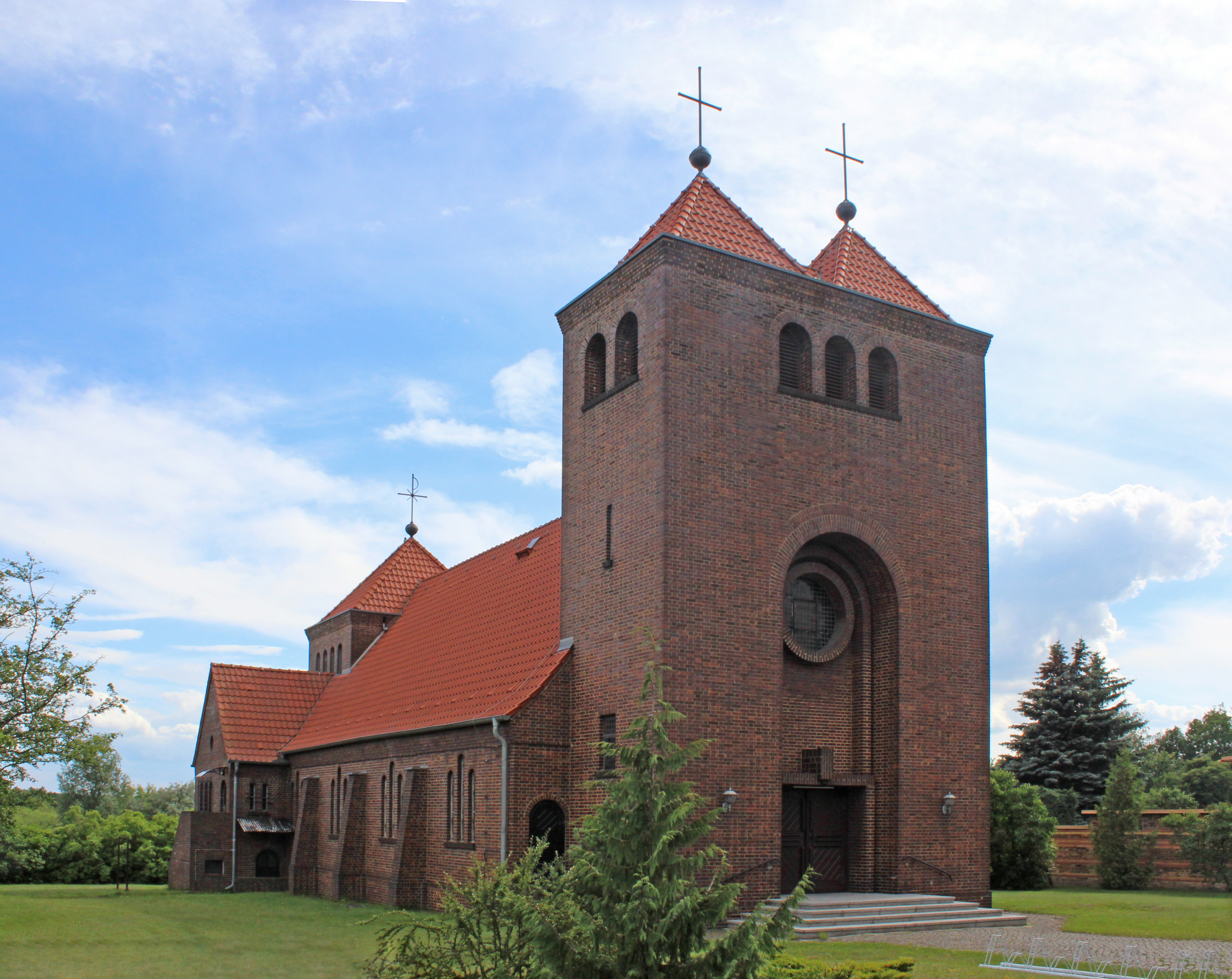
Christus-König-Kirche

Die katholische Christus-König-Kirche in Lauchhammer-Mitte, einem Stadtteil von Lauchhammer im Landkreis Oberspreewald-Lausitz im Süden von Brandenburg, wurde 1935 errichtet. Sie ist ein Ersatzneubau für die kleinere aus dem Jahr 1908 stammende St.-Josefs-Kapelle, die sich ursprünglich ebenfalls auf dem Grundstück an der heutigen Wilhelm-Oberhaus-Straße befand. Sie bildet mit St. Jakobus in Ortrand und Mater Dolorosa in Elsterwerda die Pfarrgemeinde St. Hedwig in der Pastoralregion Elbe-Elster des Bistums Magdeburg.

## Geschichte
Mit dem Braunkohlebergbau und der beginnenden Industrialisierung im Mückenberger Ländchen Ende des 19. Jahrhunderts erfolgte ein Zuzug von Katholiken in die seit der Reformation evangelisch geprägte Region. Nachdem diese ab 1898 in Privatwohnungen ihre Gottesdienste feierten, gründete sich schließlich um die Jahrhundertwende der katholische Männerverein St. Josef, der 1908 in Bockwitz das Grundstück erwarb und die St.-Josefs-Kapelle baute, die noch im selben Jahr eingeweiht wurde. Das Grundstück vergrößerte sich durch den Ankauf weiterer Flächen in der Nachbarschaft.
Am 6. Mai 1911 bekam Bockwitz mit Kaplan W. Fischer den ersten eigenen Seelsorger, womit die katholische Gemeinde Bockwitz/Niederlausitz gegründet wurde. Am 1. August 1923 wurde die Filialkirchengemeinde (Pfarrvikarie) Bockwitz/Niederlausitz errichtet, Pater Gilbert Wellstein OCist war damals Seelsorger von Bockwitz.
Da sich mit dem Wachstum der Gemeinde die Kapelle als zu klein erwies, wurde 1934 beschlossen, eine größere Kirche zu erbauen. Unter der Leitung des Architekten Johannes Reuter (1897–1975) aus Bitterfeld wurde neben der Kapelle die Christus-König-Kirche errichtet. Anfang September 1935 begann ihr Bau, am 22. September 1935 erfolgte die Grundsteinlegung, und bereits am 15. Dezember 1935 fanden ihre Benediktion und die erste Heilige Messe in der Kirche statt. Am 17. Mai 1936 folgte durch Weihbischof Augustinus Philipp Baumann von der Erzdiözese Paderborn die bischöfliche Kirchweihe. Die unmittelbar links des Neubaus befindliche St.-Josefs-Kapelle wurde später abgerissen. Das Patrozinium der Kirchengemeinde Bockwitz/Niederlausitz wechselte nun von Josef von Nazaret zu Christkönig.
Am 1. Juni 1943 wurde die Filialkirchengemeinde zur Pfarrei erhoben, ihr erster Pfarrer wurde Karl Wegener, der bis 1957 an der Kirche tätig blieb. Am 1. Januar 1948 wurde das Dekanat Torgau gebildet, dem die Pfarrei Bockwitz mit seiner Kuratie Ortrand zugeordnet wurde. 1950 wurde Bockwitz in Lauchhammer-Mitte umbenannt, ebenso die Pfarrei. 1957 bekam die Kirche neue Glocken, 1972 eine Orgel. 1976 baute sich die Pfarrei ihr Pfarrheim.
Da durch die Flucht und Vertreibung Deutscher aus Mittel- und Osteuropa nach dem Zweiten Weltkrieg die Zahl der Katholiken in der Pfarrei Lauchhammer-Mitte stark angestiegen war, wurde in der ersten Jahreshälfte 1959 in der Pfarrei Lauchhammer-Mitte die Filialkirchengemeinde Lauchhammer-Ost gegründet. Die am 1. Dezember 1966 zur Pfarrei Regina Pacis (Maria Königin des Friedens) erhobene Filialkirchengemeinde Lauchhammer-Ost wurde am 1. Oktober 1998 aufgelöst und wieder in die Pfarrei Christus König in Lauchhammer-Mitte eingegliedert. Ihre Regina-Pacis-Kirche wurde noch bis 2003 für Gottesdienste genutzt, 2004 folgte ihre Profanierung.
Zum 1. Juli 2007 wurde im damaligen Dekanat Torgau der Gemeindeverbund Lauchhammer – Elsterwerda – Hohenleipisch – Ortrand errichtet, der am 28. November 2010, dem 1. Sonntag im Advent, zur heutigen Pfarrei St. Hedwig Lauchhammer zusammengeschlossen wurde. Die  St.-Matthias-Kirche in Hohenleipisch wurde 2017 profaniert. Im Zuge der Auflösung der Dekanatsstrukturen im Bistum Magdeburg zum 1. September 2023 wurde das Dekanat Torgau aufgelöst und die Pastoralregion Elbe-Elster gebildet, der Lauchhammer zugeordnet wurde. 

## Ausstattung

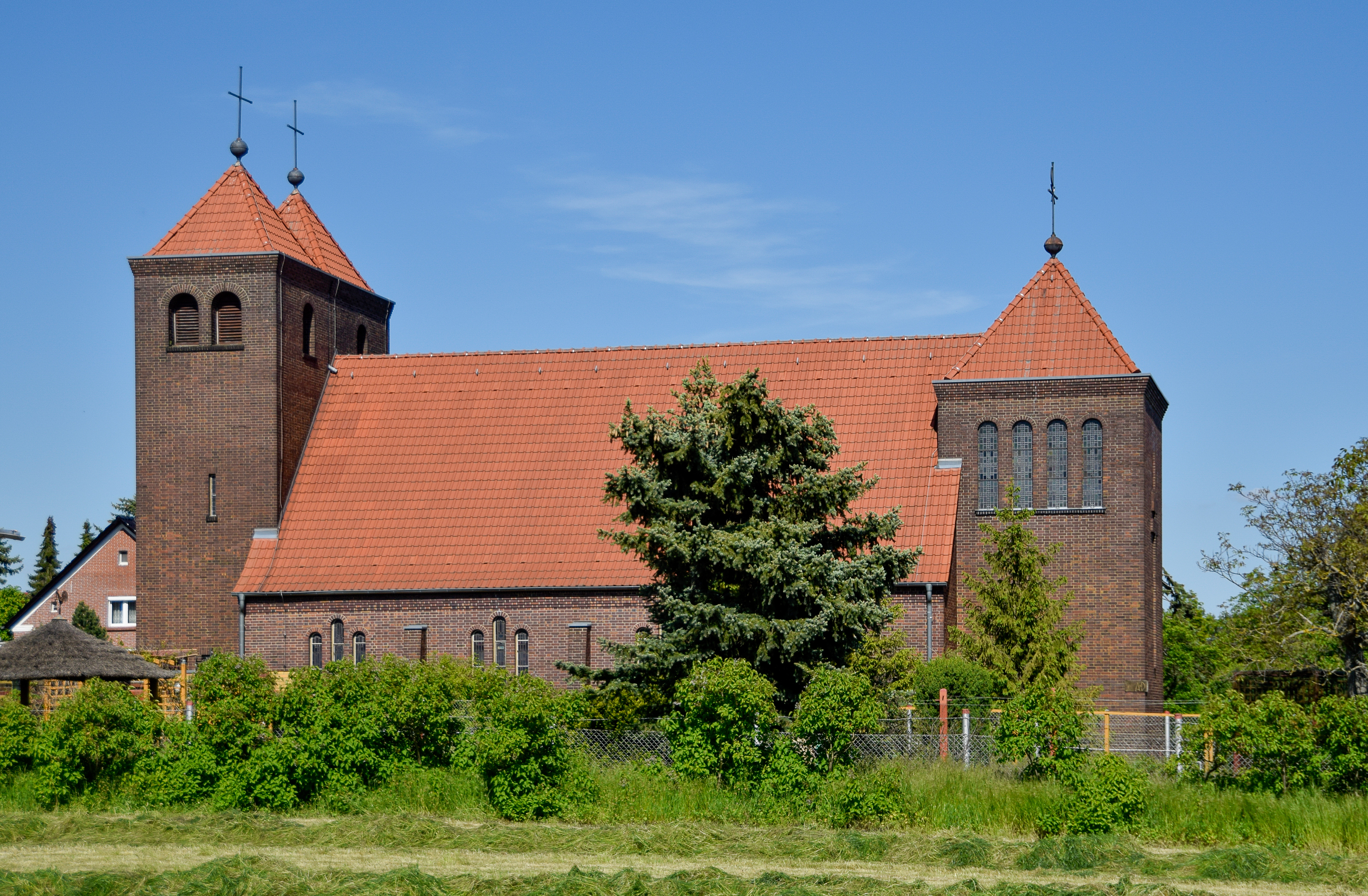
Seitenansicht der Kirche

Der Nordturm wird durch zwei Pyramidendächer bekrönt, was den Eindruck einer Doppelturmfassade erweckt. Darüber hinaus besitzt die Kirche noch einen Chorturm.
Das Innere der Kirche wird durch ein Spitztonnengewölbe geprägt. Hier befindet sich auch seit 1943 eine vom Münchner Bildhauer Paul Giesbert Rautzenberg geschaffene Pietà, die noch vom 1942 ermordeten Pfarrvikar Wilhelm Oberhaus in Auftrag gegeben worden war. Neben der Taufkapelle hängt ein Nachdruck des Gemäldes Zuflucht der Sünder des italienischen Malers Luigi Crosio, welches sich auch in allen Schönstattkapellchen befindet. Davor können Opferkerzen aufgestellt werden. Der Altarraum wird von einer überlebensgroßen Christusfigur dominiert, ein Werk der Künstlerin Hildegard Hendriks.

### Orgel

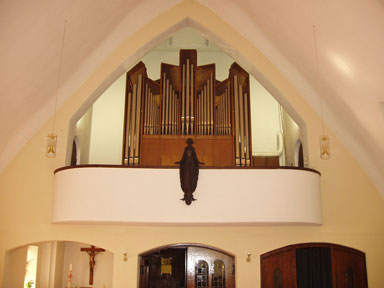
Orgelempore

Die 14 Register auf zwei Manualen und Pedal umfassende Orgel der Kirche stammt aus dem Jahre 1972. Sie wurde vom Liebenwerdaer Orgelbauunternehmen Mitteldeutscher Orgelbau A. Voigt errichtet. Zuvor befand sich hier eine zwischenzeitlich baufällig gewordene Orgel, die 1936 als Opus 505 von der Orgelbaufirma Jehmlich erbaut worden war.
| I Hauptwerk |              |       |
| 1.          | Prinzipal    | 8′    |
| 2.          | Oktave       | 4′    |
| 3.          | Waldflöte    | 2′    |
| 4.          | Mixtur IV    | 1 ⁄3′ |
| 5.          | Spitzgedackt | 8′    |
| 6.          | Nasat        | 2 ⁄3′ |

| II Oberwerk |              |        |
| 7.          | Holzgedackt  | 8′     |
| 8.          | Rohrflöte    | 4′     |
| 9.          | Prinzipal    | 2′     |
| 10.         | Zimbel 3fach | 1⁄2′   |
| 11.         | Terz         | 1 3⁄5′ |
|             | Tremulant    |        |

| Pedalwerk |            |     |
| 12.       | Subbass    | 16′ |
| 13.       | Pommer     | 8′  |
| 14.       | Choralbass | 4′  |

- Koppeln: II/I, I/P, II/P

## Persönlichkeiten

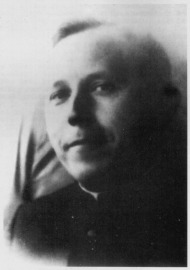
Wilhelm Oberhaus

- Wilhelm Oberhaus (1901–1942).
Nach dem im Konzentrationslager Dachau ums Leben gekommenen katholischen Priester, der ab 1938 in der Gemeinde wirkte, wurde am 8. Mai 1987 die Südstraße in Wilhelm-Oberhaus-Straße umbenannt.[8]